# Miguel Maia
Luis Miguel Barbosa Maia (* 23. April 1971 in Paranhos) ist ein ehemaliger portugiesischer Volleyball- und Beachvolleyballspieler.

## Karriere
Als Hallenvolleyballer gewann Maia in der Saison 2000/01 mit dem SC Espinho den Top Teams Cup. Außerdem wurde er in seiner Heimat 16-mal Meister und 10-mal Pokalsieger.
Mit seinem langjährigen Partner João Brenha gewann Maia 1993 die ersten nationalen Beachmeisterschaften Portugals. Ab dem folgenden Jahr waren die beiden Portugiesen auch international im Sand am Start und schafften bei diversen FIVB-Turnieren Top-Ten-Platzierungen. Beim olympischen Turnier 1996 erreichten Maia/Brenha über die Verliererrunde das Halbfinale, das sie gegen die US-Amerikaner Dodd/Whitmarsh ebenso verloren wie das anschließende Spiel um Bronze gegen die Kanadier Child/Heese. Im folgenden Jahr belegten sie bei der Weltmeisterschaft in Los Angeles den 17. Platz. 1998 in Ostende und 1999 in Moskau gewannen sie ihre ersten Open-Turniere. Bei der nächsten WM in Marseille wurden sie Dreizehnter.
Ein Jahr später verpassten sie beim Olympiaturnier in Sydney mit einer Niederlage gegen das deutsche Duo Ahmann/Hager erneut knapp die Bronzemedaille. 2001 wurden sie Neunter der WM in Klagenfurt und scheiterten bei der Europameisterschaft in Jesolo eine Runde vor dem Halbfinale an den Schweizern Heyer/Egger. Bei der WM 2003 in Rio de Janeiro erreichten sie das Halbfinale, mussten dann aber wegen einer Verletzung auf die letzten beiden Spiele verzichten.
2004 in Athen nahmen sie zum dritten Mal an den Olympischen Spielen teil. Diesmal unterlagen sie im Achtelfinale den Schweizern Heuscher/Kobel. Die nächsten beiden Weltmeisterschaften 2005 in Berlin und 2007 in Gstaad beendeten sie jeweils auf dem 17. Platz. Nach dem Grand Slam in Moskau 2008 endete ihre gemeinsame Karriere.
Von 2009 bis 2011 ging Maia mit Pedro Rosas an den Start.